# NGC 6846
NGC 6846 (również OCL 139) – gromada otwarta znajdująca się w gwiazdozbiorze Łabędzia. Została odkryta 17 sierpnia 1873 roku przez Édouarda Stephana. Jest położona w odległości ok. 14,5 tys. lat świetlnych od Słońca.